# Hanazakari no Kimitachi e (serie de televisión)
Hanazakari no kimitachi e (花ざかりの君たちへ ~イケメン♂パラダイス~ Hanazakari no Kimitachi e: Ikemen Paradaisu?), también conocida como Hana Kimi, es una serie de drama japonesa producida por Fuji TV. Se basa en el manga homónimo de Hisaya Nakajo. Una vez finalizado el último episodio, el 12 de octubre de 2008 se emitió por primera vez un especial de una hora. El especial cuenta la historia, medio año después de haberse descubierto el secreto de Mizuki. Sano y Nakatsu, hablaban sobre la última semana de verano (haciendo referencia a los episodios 7 y 8). Existe una versión con diferentes actores que también fue emitido por Fuji TV en el verano de 2011.

## Reparto
| Grupo                                                | Actores            | Personajes           |
| ---------------------------------------------------- | ------------------ | -------------------- |
| Segundo dormitorio                                   | Maki Horikita      | Mizuki Ashiya        |
| Segundo dormitorio                                   | Shun Oguri         | Izumi Sano           |
| Segundo dormitorio                                   | Tōma Ikuta         | Shūichi Nakatsu      |
| Segundo dormitorio                                   | Hiro Mizushima     | Minami Nanba         |
| Segundo dormitorio                                   | Yūsuke Yamamoto    | Taiki Kayashima      |
| Segundo dormitorio                                   | Masaki Okada       | Kyōgo Sekime         |
| Segundo dormitorio                                   | Ryō Kimura         | Senri Nakao          |
| Segundo dormitorio                                   | Junpei Mizobata    | Kazuma Saga          |
| Segundo dormitorio                                   | Shunji Igarashi    | Shinji Noe           |
| Segundo dormitorio                                   | Hiromi Sakimoto    | Arata Kyōbashi       |
| Segundo dormitorio                                   | Shōta Chiyo        | Taichi Yodoyabashi   |
| Segundo dormitorio                                   | Ryō Tajima         | Jō Arashiyama        |
| Segundo dormitorio                                   | Enoku Shimegi      | Kyōichi Tannowa      |
| Segundo dormitorio                                   | Hikaru Okada       | Riku Takaida         |
| Segundo dormitorio                                   | Jun Ikeda          | Itsuki Kamishinjō    |
| Segundo dormitorio                                   | Kōta Suzuki        | Kanata Uenoshiba     |
| Segundo dormitorio                                   | Keisuke Shibasaki  | Manato Minase        |
| Segundo dormitorio                                   | Shōta Matsushima   | Masashi Katsura      |
| Segundo dormitorio                                   | Shōtaro Mamiya     | Keisuke Awaji        |
| Segundo dormitorio                                   | Gōrō Kurihara      | Kōta Hanaten         |
| Primer dormitorio                                    | Yūma Ishigaki      | Megumi Tennōji       |
| Primer dormitorio                                    | Mitsuomi Takahashi | Mitsuomi Daikokuchō  |
| Primer dormitorio                                    | Kōhei Takeda       | Kōhei Kitahanada     |
| Primer dormitorio                                    | Ryōhei Suzuki      | Sōichirō Akashi      |
| Primer dormitorio                                    | Yūichi Satō        | Shōta Tezukayama     |
| Primer dormitorio                                    | Sōsuke Nishiyama   | Shichidō Sōma        |
| Primer dormitorio                                    | Ryō Hayakawa       | Gotenyama Sakyō      |
| Primer dormitorio                                    | Tatsuya Hagiwara   | Ishikiri Hiroto      |
| Primer dormitorio                                    | Kōji Matsushita    | Shōjaku Ren          |
| Primer dormitorio                                    | Kōhei Takeda       | Kōhei Kitahanada     |
| Primer dormitorio                                    | Arata Horii        | Jin Kumatori         |
| Primer dormitorio                                    | Ryōsuke Yamamoto   | Akira Kiyoshikojin   |
| Primer dormitorio                                    | Ryū Andō           | Mukonoso Andrew      |
| Primer dormitorio                                    | Kōdai Asaka        | Subaru Takatsuki     |
| Primer dormitorio                                    | Sonde Kanai        | Kazuki Obitoke       |
| Primer dormitorio                                    | Shōtaro Kotani     | Hiroto Moriguchi     |
| Primer dormitorio                                    | Tomoki Okayama     | Shōtaro Kadoma       |
| Tercer dormitorio                                    | Nobuo Kyō          | Masao/Oscar Himejima |
| Tercer dormitorio                                    | Keisuke Katō       | Hikaru Yao           |
| Tercer dormitorio                                    | Toshihiko Watanabe | Shō Imamiya          |
| Tercer dormitorio                                    | Yūta Takahashi     | Haruki Shijō         |
| Tercer dormitorio                                    | Shōichi Matsuda    | Junnosuke Kuzuha     |
| Tercer dormitorio                                    | Naoki Miyata       | Tsukasa Saiin        |
| Tercer dormitorio                                    | Yasuhisa Furuhara  | Taiyō Ōgimachi       |
| Tercer dormitorio                                    | Naoya Ojima        | Kōhei Kaizuka        |
| Tercer dormitorio                                    | Yuya Nakata        | Ken Katabiranotsuji  |
| Tercer dormitorio                                    | Yū Kawakami        | Genji Kōrien         |
| Tercer dormitorio                                    | Kusuto Miyajima    | Nobuhiro Yaenosato   |
| Tercer dormitorio                                    | Takami Ozora       | Sansui Kyobate       |
| Tercer dormitorio                                    | Taikou Katoono     | Hisashi Kawachimori  |
| Tercer dormitorio                                    | Shige Kasai        | Yasushi Mozu         |
| Tercer dormitorio                                    | Kazuma Kawahara    | Sakon Narayama       |
| Tercer dormitorio                                    | Kazuhiro Okazaki   | Hideharu Izumigaoka  |
| Tercer dormitorio                                    | Kettarō            | Shin Minamikata      |
| Academia Tōkyō                                       | Yū Shirota         | Makoto Kagurazaka    |
| Academia Tōkyō                                       | Shunsuke Daitō     | Shin Sano            |
| Academia St. Blossom - Hanayashiki Hibari y Hibari 4 | Mayuko Iwasa       | Hibari Hanayashiki   |
| Academia St. Blossom - Hanayashiki Hibari y Hibari 4 | Mirei Kiritani     | Kanna Amagasaki      |
| Academia St. Blossom - Hanayashiki Hibari y Hibari 4 | Airi Taira         | Erica Abeno          |
| Academia St. Blossom - Hanayashiki Hibari y Hibari 4 | Madoka Matsuda     | Juri Kishinosato     |
| Academia St. Blossom - Hanayashiki Hibari y Hibari 4 | Manami Kurose      | Komari Imaike        |
| Profesores                                           | Seiko Matsuda      | Directora Tsubaki    |
| Profesores                                           | Takashi Ukaji      | Profesor Sawatari    |
| Profesores                                           | Susumu Kobayashi   | Yoshioka             |
| Profesores                                           | Takaya Kamikawa    | Hokuto Umeda         |
| Otros                                                | Mahiru Konno       | Akiha Hara           |
| Otros                                                | Yoshinori Okada    | Shizuki Ashiya       |
| Otros                                                | Hajime Yamazaki    | Takumi Ashiya        |
| Otros                                                | Mariko Tsutsui     | Eiko Ashiya          |
| Otros                                                | Yōkō Moriguchi     | Io Nanba             |
| Otros                                                | Natsuki Harada     | Kanao Tanabe         |
| Otros                                                | Tetta Sugimoto     | Takehiko Sano        |

## Audiencia
| Fecha                    | Episodio | Subtítulo                                          | Kanto  | Kansai | Nacional |
| ------------------------ | -------- | -------------------------------------------------- | ------ | ------ | -------- |
| 3 de julio de 2007       | 01       | Entrar en los dormitorios prohibidos de los chicos | 15.9%  | 14.4%  | ?        |
| 10 de julio de 2007      | 02       | Beso equivocado                                    | 16.8%  | 15.7%  | ?        |
| 17 de julio de 2007      | 03       | Hermano mayor extraño                              | 16.5%  | 12.6%  | ?        |
| 24 de julio de 2007      | 04       | Habitación peligrosa de tres personas              | 16.6%  | ?      | ?        |
| 31 de julio de 2007      | 05       | Historia Desesperada De la Costa                   | 15.3%  | ?      | ?        |
| 7 de agosto de 2007      | 06       | El comienzo de un tormentoso amor                  | 14.7%  | ?      | ?        |
| 14 de agosto de 2007     | 07       | De pronto en la cama                               | 14.7%  | ?      | ?        |
| 21 de agosto de 2007     | 08       | Me gusta Mizuki                                    | 17.5%  | ?      | ?        |
| 28 de agosto de 2007     | 09       | ¡Se descubre!                                      | 18.2%  | ?      | ?        |
| 4 de septiembre de 2007  | 10       | Confía en mí                                       | 17.8%  | ?      | ?        |
| 11 de septiembre de 2007 | 11       | Saltaré por ti                                     | 19.5%  | ?      | ?        |
| 18 de septiembre de 2007 | 12       | Nosotros te protegeremos                           | 21.0%  | ?      | ?        |
| Promedio                 | Promedio | Promedio                                           | 17.04% | ?      | ?        |

fuente: Video Research, Ltd.

## Premios
- 11th Nikkan Sports Drama Grand Prix (2007-2008): Mejor Actriz - Maki Horikita
- 11th Nikkan Sports Drama Grand Prix (2007-2008): Mejor actor de reparto - Toma Ikuta
- 54th Television Drama Academy Awards: Mejor Drama
- 54th Television Drama Academy Awards: Mejor Actriz - Maki Horikita
- 54th Television Drama Academy Awards: Mejor actor de reparto - Toma Ikuta
- TVnavi Magazine 2007 Drama Awards: Mejor actor de reparto - Shun Oguri